# MFZB
MFZB – czwarty album studyjny amerykańskiego poppunkowego zespołu Zebrahead wydany w 2003 roku. Nazwa albumu to skrót od "Mother-Fucking Zebrahead, Bitch". Płyta była dostępna w różnych kolorach: niebieskim (oficjalny), żółtym, zielonym i czerwonym. Jest to pierwszy album grupy, w którym pojawiły się ostrzejsze, bardziej punkowe brzmienia.

## Lista utworów
1. "Rescue Me" – 3:19
2. "Over The Edge" – 2:46
3. "Strength" – 3:26
4. "Hello Tomorrow" – 4:04
5. "The Set-Up" – 3:15
6. "Blur" – 3:39
7. "House Is Not My Home" – 3:21
8. "Into You" – 3:11
9. "Alone" – 2:19
10. "Expectations" – 3:43
11. "Falling Apart" – 3:10
12. "Let It Ride" – 3:09
13. "Type A" – 2:12
14. "Runaway" – 3:22
15. "Dear You (Far Away)" – 7:25
16. "The Fear" – 2:47 (ukryty utwór; zaczyna się w 4:38 piętnastego utworu)
17. "Surrender" (Cheap Trick cover) – 3:08 (tylko w Japonii)
18. "Good Things" – 3:03 (tylko w Japonii)
19. "Dissatisfied" – 3:05 (tylko w Japonii)

## Twórcy
- Justin Mauriello – gitara rytmiczna, śpiew
- Ali Tabatabaee – śpiew
- Greg Bergdorf – gitara prowadząca
- Ben Osmundson – gitara basowa
- Ed Udhus – perkusja

## Pozycje na listach przebojów
| Lista           | Najwyższa pozycja | Certyfikacja |
| --------------- | ----------------- | ------------ |
| Top Heatseekers | 33                |              |
| Oricon          | 9                 | Złota        |